# Chartsyzk
Chartsyzk (ukrainska: Харцизьк lyssna (fil), ryska: Харцызск) är en stad i Donetsk oblast i sydöstra Ukraina. Staden ligger cirka 26 kilometer öster om Donetsk. Chartsyzk beräknades ha 56 182 invånare i januari 2022.
Under de proryska protesterna i Ukraina 2014 intogs staden av proryska separatister.